# Кеноша (Висконсин)
Кеноша (енгл. Kenosha) град је у америчкој савезној држави Висконсин.

## Демографија
По попису из 2010. године број становника је 99.218, што је 8.866 (9,8%) становника више него 2000. године.
| Група             | 2000.          | 2010.          |
| Белци             | 71.686 (79,3%) | 68.967 (69,5%) |
| Афроамериканци    | 6.943 (7,7%)   | 9.876 (10,0%)  |
| Азијати           | 893 (1,0%)     | 1.671 (1,7%)   |
| Хиспаноамериканци | 9.003 (10,0%)  | 16.130 (16,3%) |
| Укупно            | 90.352         | 99.218         |